# Sune Wagner
Sune Rose Wagner (født 24. juli 1973) er en dansk musiker og sangskriver med bopæl i Los Angeles. Han blev født i Sønderborg i 1973 og dimitterede i 1992 som student fra Sønderborg Statsskole. Hans første band hed LSD, senere Western Front. Det skiftede senere navn til Psyched Up Janis og opnåede stor popularitet i Danmark, og han har siden arbejdet sammen med en lang række andre kendte danske band som Sort Sol og Viva Vertigo. Han lavede bl.a. bandet Tremolo Beer Gut med blandt andre Yebo, som havde været inde over Psyched Up Janis som trommeslager i en årrække (spillede med på The Quiet Album fra 1999). I 2003 vandt han Årets Steppeulv for sin indsats som musiker i bandet The Raveonettes.
Han har holdt sig i det band siden, og har efterhånden etableret sig på verdensscenen, fra Sønderborg til hele kloden.
Sune Wagner malede i sine unge år graffiti med "pornogangsteren" L:Ron:Harald. Med enten Psyched Up Janis, Tremolo Beer Gut, Sort Sol, Niels Skousen eller The Raveonettes har Wagner spillet på Roskilde Festival hvert år fra 1994 til 2003 samt 2005. Sune Wagner har desuden været assistent for fotografen Søren Solkær Starbird og producerede og spillede guitar/diverse instrumenter på Viva Vertigos debutalbum Viva Viva, der udkom i 2004 på Bad Afro Records.
I december 2008 udgav han sin første soloplade med titlen Sune Rose Wagner.
I 2015 var han medproducer på Virgin Suicides selvbetitlede debutalbum sammen med Lars Vognstrup fra Lars & The Hands Of Light.

## Diskografi

### Solo
- 2008 Sune Rose Wagner

### Med Raveonettes
- Whip It On (2002)
- Chain Gang Of Love (2003)
- Pretty In Black (2005)
- Lust Lust Lust (2007)
- In And Out of Control (2009)
- Raven in the Grave (2011)
- Rarities/B-sides (2011)
- Observator (2012)
- Pe'ahi (2014)
- Pe'ahi II (2025)

### Med Psyched Up Janis
- Swell (1994)
- Beats Me (1997)
- Enter the Super Peppermint Lounge (1998)
- The Quiet Album (1999)
- Hi-Fi Low Life (1999)

### Som producer
- 2015 Virgin Suicide (med Virgin Suicide)